# Английская национальная хоккейная лига
Английская национальная хоккейная лига (англ. English National Hockey League) — английская профессиональная хоккейная лига. Состоит из двух дивизионов — Первого английского национального хоккейного дивизиона (несмотря на название, считается самым слабым дивизионом английского хоккея с шайбой), разделённого на северный и южный дивизион и состоящего преимущественно из любительских команд, и Английского национального премьер-дивизиона. Премьер-дивизион, созданный в 1997 году, считается вторым по силе дивизионом Британии наравне с Шотландской национальной лигой после распада в 2005 году Британской национальной лиги.